# Danciški gulden
Danciški gulden (njem. Danziger Gulden) bila je novčana jedinica Slobodnog grada Danziga od 1923. do 1939. godine.
Izdavao se u novčanicama od 10, 20, 25, 50, 100, 500 i 1000 guldena i kovanicama od 1, 2, 5 i 10 pfenninga te 1⁄2, 1, 2, 5, 10 i 25 guldena.

## Povijest
Do 1923. godine na području Danziga (Gdanjska) koristila se njemačka tiskana marka (papiermark). No, nakon što je marka doživjela inflaciju od 2440 % na mjesečnoj razini 1922. – 23., gradske vlasti su objavile uvođenje nove neovisne valute. Liga naroda ubrzo je odobrila zamjenu guldena za staru njemačku marku. Tečaj guldena u prvoj godini izdavanja iznosio je 25 guldena = 1 britanska funta.
Nakon što je Treći Reich prvog dana Invazije na Poljsku, 1. rujna 1939., pripojio Danzig, na snagu je stupila reichsmarka kao nova novčana jedinica, a razmjena jedinica odvijala se u omjeru: 1 gulden = 0,70 reichsmarka.